# الکساندر هندریکس
الکساندر هندریکس (انگلیسی: Alexander Hendrickx؛ زادهٔ ۶ اوت ۱۹۹۳) بازیکن هاکی روی چمن اهل بلژیک است.

## حرفه بین‌المللی

### تیم‌های ملی نوجوانان
هندریکس در هر دو گروه سنی زیر ۱۸ و زیر ۲۱ سال از بلژیک در سطح نوجوانان نمایندگی کرده است. در سال ۲۰۱۰، هندریکس عضو تیم زیر ۱۸ سال بلژیک در بازی‌های المپیک جوانان ۲۰۱۰ در سنگاپور بود. این تیم با شکست ۴–۱ غنا در پلی آف مقام سوم به مدال برنز دست یافت. او اولین بازی خود را برای تیم زیر ۲۱ سال بلژیک در سال ۲۰۱۲ در مسابقات مقدماتی جام جهانی نوجوانان انجام داد. هندریکس همچنین یکی از اعضای تیم در جام جهانی نوجوانان در دهلی نو، هند بود، جایی که تیم ششم شد.

### تیم ملی بزرگسالان
هندریکس اولین بازی ملی بزرگسالان خود را برای بلژیک در سال ۲۰۱۲ در جام قهرمانان انجام داد. او بازیکن ذخیره در بازی‌های المپیک تابستانی ۲۰۱۶ بود، جایی که بلژیک مدال نقره گرفت. در نوامبر ۲۰۱۸، او در لیست تیم برای جام جهانی ۲۰۱۸ در بوبانشوار، هند قرار گرفت. او در این مسابقات در کنار بلیک گاورز استرالیایی با ۷ گل به عنوان بهترین گلزن به پایان رسید. در مسابقات قهرمانی یورو هاکی ۲۰۱۹، او همچنین به همراه سه بازیکن دیگر با پنج گل بهترین گلزن بود. در ۲۵ می ۲۰۲۱، او در تیم قهرمانی یورو هاکی ۲۰۲۱ انتخاب شد. Alexander Hendrickx توسط Y1 Hockey حمایت می‌شود. او از LB X و LTD X استفاده می‌کند، این یک چوب کمان کم است که به خوبی برای تکنیک درگ فلیکینگ او مناسب است. او با ۱۴ گل با استفاده از LTD X برترین گلزن توکیو ۲۰۲۰ بود.

### المپیک ۲۰۲۰
الکس هندریکس طلای المپیک ۲۰۲۰ توکیو را به دست آورد. او با ۱۴ گل بهترین گلزن بود. او در بازی افتتاحیه در پیروزی ۴–۱ آنها مقابل هلند هت تریک کرد. او یک هت تریک دیگر مقابل آفریقای جنوبی به ثمر رساند. در آخرین بازی گروهی مقابل بریتانیای کبیر به دلیل اصابت چوب به صورتش به شدت آسیب دید. او با پوشیدن یک هدبند محافظ در مراحل ناک اوت بهبود یافت. او با چوب Y1 Hockey LTD X بازی کرد و سفیر Y1 Hockey است.

## حرفه باشگاهی
هندریکس بازی هاکی را برای رویال آنتورپ شروع کرد. پس از سه فصل بازی برای باشگاه بلژیکی دراگون، او به هلند منتقل شد تا برای پینوکه در آمستلوین بازی کند. او با ۲۱ گل بهترین گلزن فصل 2020–21 Hoofdklasse شد.